# Olympische Sommerspiele 1908/Bogenschießen – Continental Round (Männer)
Der Bogenschießwettbewerb der Männer in der Disziplin Continental Round bei den Olympischen Spielen 1908 in London wurde am 20. Juli 1908 im White City Stadium ausgetragen.
Der Wettkampf war auf Wunsch der Franzosen ins Programm aufgenommen worden, da sie mit der komplexen York Round nicht vertraut waren. Jeder Athlet schoss 40 Pfeile auf eine Zielscheibe in 50 Metern Entfernung. Mehrere Briten, die bei der York Round teilgenommen hatten, beteiligten sich auf Einladung der Franzosen auch hier. Jedoch wurden acht Briten als inoffizielle Teilnehmer geführt. Unter  ihnen auch Robert Backhouse, der die zweithöchste Punktzahl erzielte. Er erhielt zwar keine Medaille, dafür jedoch ein Ehrendiplom.
Louis Vernet und Henri Berton trafen als einzige Athleten mit allen 40 Pfeilen die Zielscheibe.

## Ergebnisse
| Rang | Athlet                 | Nation             | Treffer | Golds | Punkte |
| ---- | ---------------------- | ------------------ | ------- | ----- | ------ |
| 1    | Eugène Grisot          | Frankreich         | 39      | 9     | 263    |
| 2    | Louis Vernet           | Frankreich         | 40      | 7     | 256    |
| 3    | Gustave Cabaret        | Frankreich         | 39      | 10    | 255    |
| 4    | Charles Aubras         | Frankreich         | 39      | 8     | 231    |
| 5    | Charles Quervel        | Frankreich         | 37      | 9     | 223    |
| 6    | Albert Dauchez         | Frankreich         | 37      | 10    | 222    |
| 7    | Louis-Albert Salingré  | Frankreich         | 39      | 7     | 215    |
| 8    | Henri Berton           | Frankreich         | 40      | 8     | 212    |
| 9    | Eugène Richez          | Frankreich         | 38      | 9     | 210    |
| 10   | Édouard Beaudoin       | Frankreich         | 34      | 3     | 206    |
| 11   | Charles Vallée         | Frankreich         | 37      | 5     | 193    |
| 12   | John Keyworth          | Großbritannien     | 38      | 4     | 190    |
| 13   | Émile Fisseux          | Frankreich         | 37      | 6     | 185    |
| 14   | Jean-Louis de la Croix | Frankreich         | 37      | 3     | 177    |
| 15   | Henry Richardson       | Vereinigte Staaten | 33      | 4     | 171    |
| 16   | Alfred Poupart         | Frankreich         | 35      | 3     | 155    |
| 17   | Oscar Jay              | Frankreich         | 34      | 0     | 134    |

| inoffizielle Teilnehmer | inoffizielle Teilnehmer | inoffizielle Teilnehmer | inoffizielle Teilnehmer | inoffizielle Teilnehmer |
| Athlet                  | Nation                  | Treffer                 | Golds                   | Punkte                  |
| ----------------------- | ----------------------- | ----------------------- | ----------------------- | ----------------------- |
| Robert Backhouse        | Großbritannien          | 40                      | 9                       | 260                     |
| Hugh Nesham             | Großbritannien          | 37                      | 7                       | 221                     |
| Richard Bagnall-Oakeley | Großbritannien          | 34                      | 5                       | 214                     |
| Robert Heathcote        | Großbritannien          | 37                      | 4                       | 183                     |
| Joseph Stopford         | Großbritannien          | 34                      | 4                       | 182                     |
| Capel Pownall           | Großbritannien          | 35                      | 2                       | 171                     |
| John Bridges            | Großbritannien          | 35                      | 3                       | 155                     |
| Geoffrey Cornewall      | Großbritannien          | 32                      | 0                       | 144                     |